# Metoquión

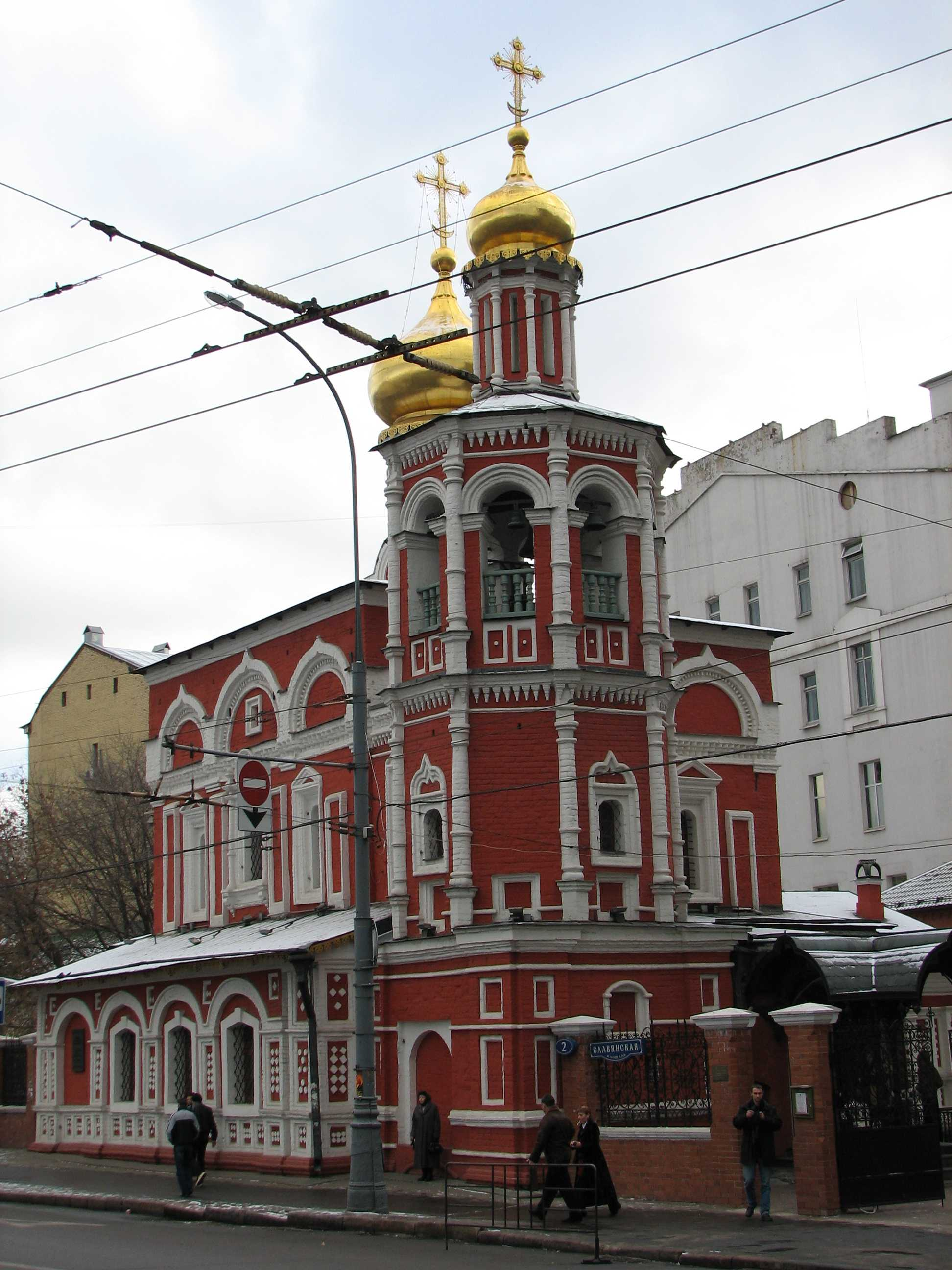
El metoquión de la Iglesia ortodoxa de Alejandría en la Iglesia de Todos los Santos, Moscú.

Un metoquión o métoque (del griego μετοχή, comunidad, a veces señalado como métokhion, que refleja mejor la pronunciación de la palabra) es un territorio dependiente de un monasterio ortodoxo.
Metojia, la mitad occidental de la región de Kosovo (antes Kosovo y Metohia, que debe su nombre a su pasado de metoquión).
La palabra también se refiere a la legación de una Iglesia autocéfala ortodoxa cerca de otra.